# Michal Slivka (archeolog)
Michal Slivka (* 9. července 1948, Letanovce) je slovenský historik, archeolog a vysokoškolský pedagog.

## Život
Narodil se jako druhé ze tří dětí spišského rolníka Michala Slivky a jeho ženy Kataríny, v mládí musel tvrdě pracovat na rodinném hospodářství, jeho otec totiž odmítl vstoupit do JZD. Komunistická perzekuce se jeho rodiny silně dotkla, Slivka byl například ve svých 11 letech svědkem toho, jak jeho otce na zemi kopou příslušníci StB. Michalův strýc Ján byl jako katolický kněz vězněn v těžkých žalářích. I přes odpor režimu Michala Slivku rodiče v roce 1954 zapsali na náboženství. Rodinou byl veden k zájmu o historii a tradice, na psacím stroji třeba přepisoval životopis Jána Vojtaššáka, který byl posléze tajně šířen. V té době si též oblíbil návštěvy přírody Slovenského ráje.
Od roku 1963 studoval na Střední průmyslové škole geologické a hornické ve Spišské Nové Vsi. V roce 1965 se stal členem Kroužku historiků Spiše při Slovenské historické společnosti. V roce 1967, kdy končil střední školu, měl za sebou již první amatérský archeologický objev zlaté náušnice z doby bronzové v lokalitě Myšia hôrka u Spišského Štvrtku a zároveň již publikoval vlastní články v Matičném čítaní, Katolíckych novinách, Spišských hlasoch a Podtatranských novinách. Ačkoliv si jeho matka přála, aby se stal knězem, rozhodl se pro studium archeologie. Nejprve ale krátce nastoupil na Pedagogickou fakultu Univerzity Pavla Jozefa Šafáříka v Prešově, nicméně již po dvou měsících začal pracovat jako technik Archeologického ústavu SAV v Nitře. V roce 1968 nastoupil na a Filozofickou fakultu Univerzity Komenského v Bratislavě a zapojil se do studentských protestů proti sovětské okupaci, v roce 1969 absolvoval zahraniční výzkum v Alésii ve Francii. Kvůli protikomunistickým postojům byl v roce 1972 ze studií vyloučen, díky zásahu a proti vůli ÚV KSS byl opět externě přijat na fakultu a v roce 1974 úspěšně obhájil diplomovou práci Slovanské osídlenie východného Slovenska.
V té době se Slivka oženil, s manželkou Tonkou měli 4 děti. Roku 1975 absolvoval rok povinné základní vojenské služby a začal pracovat na odboru památkové péče a ochrany přírody v Prešově, později v Bratislavě. Během těchto let provedl ve skromných podmínkách archeologický průzkum na mnohých slovenských hradech i kostelích. V roce 1980 obhájil rigorózní práci a obdržel titul PhDr. Od roku 1981 pracoval opět na Archeologickém ústavu v Nitře a roku 1983 zahájil archeologický průzkum v lokalitě zaniklého kartuziánského kláštera na Kláštorisku ve Slovenském ráji, od roku 1986 za podpory mládežnické skupiny Strom života, kde se kromě studentů potkávali i disidenti a političtí vězni. Tento průzkum i mládežnické akce trvají dodnes.
Po Sametové revoluci se stal členem vzniknuvšího Křesťanskodemokratického hnutí. V roce 1992 se mu podařilo obnovit Trnavskou univerzitu, byla slavnostně otevřena za účasti Otty Habsburského, Ivana Havla či britského ministra Johna Pattena, na univerzitě vyučovali mj. Jan Sokol či Roger Scruton. Sám Slivka zastával v letech 1993–1995 funkci prvního předsedy akademického senátu a v roce 1994 se stal docentem. Z univerzity však v roce 1996 odešel na univerzitu do Bratislavy, kde v letech 1998–2004 vedl Katedru archeologie Filozofické fakulty Univerzity Komenského. Na fakultě nyní působí jako emeritní docent. Externě přednášel na Katolické univerzitě v Ružomberku a Masarykově univerzitě v Brně.
V roce 2005 získal Cenu Wacława Felczaka a Henryka Wereszyckého udělovanou Jagellonskou univerzitou za najlepší publikaci z dějin střední Evropy Terra Scepusiensis – Stav bádania o dejinách Spiša. V roce 2006 byl oceněn Cenou Fra Angelica za osobní přínos pro křesťanské hodnoty v kultuře na Slovensku. 6. května 2025 mu byl Trnavskou univerzitou udělen čestný doktorát.